# Parque Estadual Marinho da Pedra da Risca do Meio
O Parque Estadual Marinho da Pedra da Risca do Meio foi criado através da Lei Estadual Nº 12.717 de 05 de Setembro de 1997. É a única unidade de conservação marinha do estado do Ceará, com uma área de 33,20 km² distante a 10 milhas náuticas (aproximadamente 18,5 km) do Porto do Mucuripe, em Fortaleza, na direção 60° NE (sessenta graus nordeste).
O parque marinho está delimitado pelas seguintes coordenadas geográficas:
1. 3º 33’ 800” S e 38º 26’ 000” W
2. 3º 36’ 000” S e 38º 26’ 000” W
3. 3º 36’ 000” S e 38º 21’ 600” W
4. 3º 33’ 800” S e 38º 21’ 600” W

O acesso a esta Unidade de Conservação só poderá ser feito através de embarcações que, partindo do Porto do Mucuripe, levam em média 50 minutos para chegar a área do parque marinho. Operadoras de mergulho realizam saídas para a prática de mergulho autônomo (SCUBA) contemplativo e pesca artesanal esportiva.

## Justificativa de criação
O Ceará tem sua imagem cultural, turística e ambiental sempre ligada às praias e suas jangadas, símbolo da pesca em toda a costa. A pesca desordenada e predatória fez com que os recursos pesqueiros diminuíssem, além de inexistir uma área reservada para alimentação, acasalamento e reprodução de várias espécies de lagostas do gênero panulirum. Em função dessa situação, diversas entidades governamentais e não governamentais uniram-se para apresentar uma proposta de criação do Parque Marinho no estado.
A criação do Parque Marinho tem como objetivo proteger uma área de produção e alimentação das espécies marinhas, resgatar a pesca artesanal, estudar e desenvolver programas de pesca sustentável, realizar pesquisas nos campos das Ciências Biológicas, Ciências Marinhas Tropicais e Engenharia de Pesca, além de divulgar e promover o turismo subaquático. A área escolhida torna-se um refúgio biológico de grande valor, além de ser dotado de um equilíbrio ecológico muito frágil.

## Características ambientais
Os jangadeiros denominam “riscas” as formações rochosas submersas onde se fixam microrganismos que formam a base da cadeia alimentar. O nome do Parque Estadual Marinho foi escolhido em homenagem a esses jangadeiros que batizaram os diversos pontos de pesca tais como a Risca do Mar, a Risca do Meio e a Risca de Terra. Atualmente, os pescadores artesanais realizam a atividade pesqueira da mesma forma que seus ancestrais indígenas, Como uma forma de herança profissional que perpetua as características culturais do nosso povo. A tecnologia utilizada é rudimentar, desde a construção da embarcação até a confecção da arte de pesca.
A profundidade da área do parque marinho varia de 17 a 30 metros. Todas as formações de substrato consolidado não afloram nesta área, facilitando o tráfego de embarcações. A visibilidade varia de acordo com a intensidade de correntes de vento e, normalmente varia de 15 à 30 metros.
A composição ictio faunística da área é bem diversificada e, atualmente, esta sendo realizando um levantamento dos peixes marinhos na área de abrangência do parque através do projeto de conservação de peixes recifais realizado pelo IMAT (Grupo de Ictiologia Marinha da UFC).

## Problemas ambientais
Os principais problemas existentes no Parque Estadual Marinho Pedra da Risca do Meio são a pesca predatória com redes caçoeiras e uso de compressores de ar comprido para captura de peixes ornamentais, lagostas e peixes de grande porte. Atualmente os próprios pescadores que utilizam a área do Parque Marinho denunciam barcos clandestinos que vêm principalmente de outros estados.

## Turismo
Em toda área do Parque Estadual Marinho Pedra da Risca do Meio é permitido o turismo subaquático, pois todos os pontos de concentração de fauna e flora marinha são submersos, sendo necessárias instruções de mergulho para conhecer as belezas do parque.
A atividade do mergulho em ambientes recifais é um elemento crescente do turismo nos trópicos. Por realizar-se em ambientes bastante frágeis, esta atividade deve ser conduzida de forma responsável, minimizando os riscos e impactos sobre o meio. O Parque Estadual Marinho da Pedra da Risca do Meio é o principal destino do turismo subaquático no estado do Ceará e abriga uma biodiversidade ímpar de peixes e invertebrados.
O Parque Marinho se destaca pela qualidade e quantidade de vida marinha, além de suas águas mornas, com temperatura variando entre 27º e 29 °C. A visibilidade é considerada caribenha, podendo chegar até 30 metros.

## Atividades proibidas
- Pesca de arrasto com redes;
- Caça submarinha em apnéia e/ou com ar comprimido;
- Captura de peixes ornamentais;
- Coleta de substratos com vegetais e animais agregados;
- Descarte de lixo;
- Lavagem do porão de embarcações.

## Atividades permitidas
- Pesca artesanal e esportiva (linha e anzol);
- Tráfego de qualquer tipo de embarcação;
- Coletas para fins científicos de pesquisa;
- Mergulho autônomo com prévia autorização.

## Parcerias
- Capitania dos Portos do Ceará;
- Instituto de Ciências do Mar – LABOMAR/UFC;
- Atlantida – Escola e Operadora de Mergulho;
- Grupo de Ictiologia Marinha Tropical – IMAT/UFC;
- Associação de Pesquisa e Preservação de Ecossistemas Aquáticos - AQUASIS;
- Colônia de Pescadores do Mucuripe.